# Forte Portuense
Il Forte Portuense è uno dei 15 forti di Roma, edificati nel periodo compreso fra gli anni 1877 e 1891.

Si trova nel quartiere Q. XI Portuense, nel territorio del Municipio Roma XI.

## Storia
Fu costruito a partire dal 1877 e terminato nel 1881, su una superficie di 5,2 ha, al secondo km di via Portuense, dalla quale prende il nome.
Il forte è in concessione al comune di Roma e dal 1997 è preso in cura da una associazione culturale.